# Jack Clarke (calciatore)
Jack Raymond Clarke (York, 23 novembre 2000) è un calciatore inglese, attaccante dell'Ipswich Town.

## Caratteristiche tecniche
Clarke è un attaccante versatile che può essere impiegato da ala su entrambe le fasce o come centravanti.

## Carriera

### Club

#### Leeds United
Nato a York, entra nelle giovanili del Leeds United. Dopo aver ben impressionato nell'Under-23, nel novembre 2017 il tecnico Thomas Christiansen lo convoca in prima squadra per la sfida di Coppa di Lega contro il Leicester City, nonostante il giocatore non avesse ancora firmato un contratto da professionista. Dopo un interessamento del Manchester United in Premier League, il 24 novembre 2017 Clarke sottoscrive un contratto professionistico col Leeds.
Per la stagione 2018-19 è aggregato alla prima squadra con la maglia numero 47. Il 6 ottobre 2018 fa il suo debutto ad Elland Road contro il Brentford, match terminato 1-1. Il 23 dicembre segna la sua prima rete contro l'Aston Villa al Villa Park, dopo essere entrato al posto di Jack Harrison all'inizio della ripresa.
Il 28 aprile 2019 è eletto miglior giovane del club della stagione, al termine della quale colleziona 25 presenze, marcando due reti.

#### Tottenham e prestiti
Il 2 luglio 2019 Clarke viene ingaggiato per 10 milioni di sterline più bonus dal club di Premier del Tottenham Hotspur, rimanendo comunque al Leeds in prestito per tutta la stagione 2019-2020.
Il 16 gennaio 2020 il Tottenham lo manda in prestito per sei mesi al Queens Park Rangers, con cui esordisce due giorni dopo proprio contro il Leeds United, sua ex squadra, che sconfigge 1-0.
Per la stagione 2020-21 fa parte della rosa del Tottenham e il 22 ottobre 2020 debutta in maglia Spurs, entrando durante il match di Europa League contro il LASK Linz.
Il 14 gennaio 2021 viene ceduto in prestito allo Stoke City.
Il 26 gennaio 2022 viene ceduto in prestito al Sunderland.

### Nazionale
Il 30 agosto 2019 viene convocato per la prima volta con la nazionale inglese Under-20.
Debutta con l'Under-20 il 5 settembre 2019 nello 0-0 contro i Paesi Bassi, mentre il 9 settembre segna la sua prima rete con la selezione nel match vinto 1-0 contro la Svizzera.